# Yano Tetsuzan
Yano Tetsuzan (japanisch 矢野 鉄山; geboren 5. Februar 1894 in Imabari (Präfektur Ehime); gestorben 31. März 1975 in Ibaraki) war ein japanischer Maler der Nihonga-Richtung.

## Leben und Werk
Yano Tetsuzan ging mit 18 Jahren nach Tokio und nahm Unterricht in Malerei bei Komuro Suiun. Mit 24 zog er nach Osaka und bildete sich an der „Kunsthochschule Osaka“ (大阪美術学校, Ōsaka bijutsu gakkō) weiter. Im selben Jahr wurden auf der 2. „Teiten“ zum ersten Mal Bilder von ihm angenommen, und zwar das Paar Hängerollen „Shun’ai – Shōgaku“ (春靄・松壑) – „Frühlingsdunst – Kiefernschlucht“. Die Hängerollen wurden prämiert, und es wurde empfohlen, Yano als Mitglied aufzunehmen. Er stellte in den folgenden 16 Jahren dort regelmäßig aus. Die Werke, die er 1929 er auf der 10. zeigte, „Kokin Kenketsu“ (孤琴涓潔) – „Einsame Harfe ...“, und „Kōryō“ (荒凉) – „Ödnis“ 1933 auf der 14. erhielten eine besondere Auszeichnung. 1931 war er auf der „Ausstellung japanische Malerei“ in Berlin zu sehen.
1937 gründete Yano die Künstlervereinigung „Kenkon-sha“ (乾坤社) und stellte auf deren Ausstellungsreihe aus. Ab der 5. Ausstellung musste wegen des Pazifikkriegs die Reihe jedoch eingestellt werden. 1943 wurde er Mitglied des Auswahlgremiums der inzwischen „Shin-Bunten“ genannten Ausstellungsreihe.
Nach dem Zweiten Weltkrieg gründete Yano die „Gesellschaft für Tuschmalerei Japans“ (全日本水墨画協会, Zen-Nihon suibokuga kyōkai) und setzte sich für eine Weiterentwicklung der Tuschmalerei ein. Er wurde Mitglied des Veranstaltergremiums der nun „Nitten“ genannte Ausstellungsreihe und dann Mitglied des Auswahlgremiums.
Weitere Bilder Yanos sind
- „Hareyuku shūu“ (晴れ行く驟雨) – „Sich klärender Regenschauer“,
- „Chŏkō manri“ (長江万里) – „Der ewiglange Jangtsekiang“,
- „Kampishi“ (韓非子) – „Han Fei“, chinesischer Philosoph, lebte von 280 bis 233,
- „Soshin Chōgi“(蘇秦張儀) – „Su Qin und Zhang Yi“, zwei chinesische Strategen im 4. Jahrhundert vor der Zeitrechnung.

Das Nationalmuseum für moderne Kunst Tokio besitzt von Yano das Bild „Nami“ (波) – „Wellen“ aus dem Jahr 1942.